# Calea ferată Timișoara–Buziaș–Lugoj
Calea ferată Timișoara-Buziaș-Lugoj este o magistrală secundară de cale ferată (magistrala CFR 918) care leagă municipile Timișoara și Lugoj, via Buziaș. Are o lungime totală de 64 km. A fost dată în folosință la data de 18 noiembrie 1896. Este o linie simplă, neelectrificată.